# Voyage de Siegfried sur le Rhin

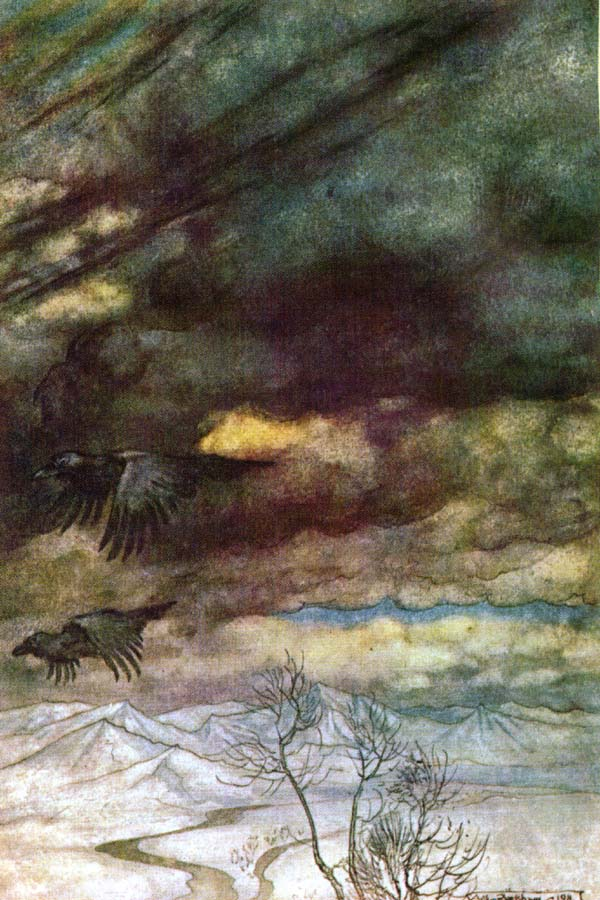
Illustration de Arthur Rackham pour illustrer l'anneau du Nibelung, on y voit une vision sombre du Rhin survolé par les corbeaux espions de Wotan.

Le Voyage de Siegfried sur le Rhin, (en allemand, Siegfried Rheinfahrt) est le terme populaire pour désigner l'interlude orchestral séparant le prologue  de l'Acte I du Crépuscule des dieux composé par Richard Wagner. C'est l'un des airs de Wagner des plus populaires, il est fréquemment repris en version concert en plus des nombreuses interprétations de l'opéra.
Il fut joué pour la première fois lors de la création de Götterdämmerung, troisième et dernière journée de la tétralogie Der Ring des Nibelungen, le 17 août 1876.
Sa durée varie de 4 minutes et 40 secondes pour les directions musicales les plus rapides à près de 7 minutes pour les plus lentes ; la vitesse la plus communément admise varie autour de 5 minutes et 30 secondes.

## Analyse musicale
L'orchestre commence par entonner le motif de "L'appel du cor de Siegfried" qui dominait déjà la scène précédant l'interlude, son ascendance montre l'enthousiasme de Siegfried. Il est rejoint par le leitmotiv de "Loge" symbolisant le franchissement de la barrière enflammée par le héros, il ne s'agit pas du leitmotiv "des flammes" qui s'attache quant à lui à illustrer la consummance[Quoi ?].
S'y superpose le motif de la "Décision" et l'utilisation des glockenspiels se fait plus présente comme pour marquer le caractère féerique d'une grande épopée. 
Les leitmotivs du "Rhin" et des "Vagues" apparaissent subitement symbolisant le début du voyage sur le Rhin du héros ; le motif du "Rhin" décline après s'être montré dominant, et ce sur une gamme proche du motif de la "résignation" ; ces deux motifs subsistent via de perpétuelles montées et baisses de puissance sur le modèle du thème des "vagues", imitant ainsi leurs écumes. Des variations du thème le font rejoindre celui de la "complainte des Filles du Rhin" lui-même composé des leitmotivs de "L'appel de L'or", du "Plaisir rayonnant" et de la "Fanfare de l'or" ; ce thème fut déjà employé lorsque Siegfried découvre l'anneau et le Tarnhelm tout en ignorant leurs usages. 
La musique se métamorphose peu à peu pour chanter le thème de "l'Anneau" tout en gardant la tonalité du Rhin, celui-ci se transforme vite en motif de la "résignation" auquel succède à nouveau celui de la "Fanfare et l'or" sur un mode funèbre (mi majeur), arrive enfin le leitmotiv de la "Servitude".
Le thème de "Hagen" fait alors une apparition majestueuse et triste, il est complété par les cinq premières notes illustrant la dépression.
Le rythme est géré dans cet interlude d'une façon particulière ; il est dans un premier temps rapide et joyeux, illustrant une action se déroulant dans un court laps de temps (départ du rocher cerclé de flammes et arrivée sur le Rhin) ; il se module rapidement sur un rythme indécis et peut être interprété comme décrivant l'écoulement de plusieurs années de voyages traversées par un drame psychologique, celui-ci est illustré par un emploi subtil des leitmotivs ; dans son dernier mouvement on a un tempo très lent et sinistre. Le leitmotiv de "Hagen" est étranger à ceux de Siegfried et ne laisse aucune place à la frivolité et l'héroïsme du premier mouvement, ils furent éliminés par le développement du second mouvement commentant les évolutions de Siegfried. 